# Polygenis floridanus
Polygenis floridanus är en loppart som beskrevs av Johnson et Layne 1961. Polygenis floridanus ingår i släktet Polygenis och familjen Rhopalopsyllidae. Inga underarter finns listade i Catalogue of Life.